# Latsia
Latsia (griechisch Λατσιά; türkisch Laçça) ist eine Stadt, ein Vorort und eine Gemeinde von Nikosia auf Zypern.

## Name
Der Name von Latsia (Λατσιά) kommt von λατσίν, was so viel wie kleiner Brunnen, Grube oder Loch bedeutet. Diese waren in der Umgebung durch Bewässerung und Tränkung von Tieren häufig vorhanden.

## Geografie

### Geografische Lage

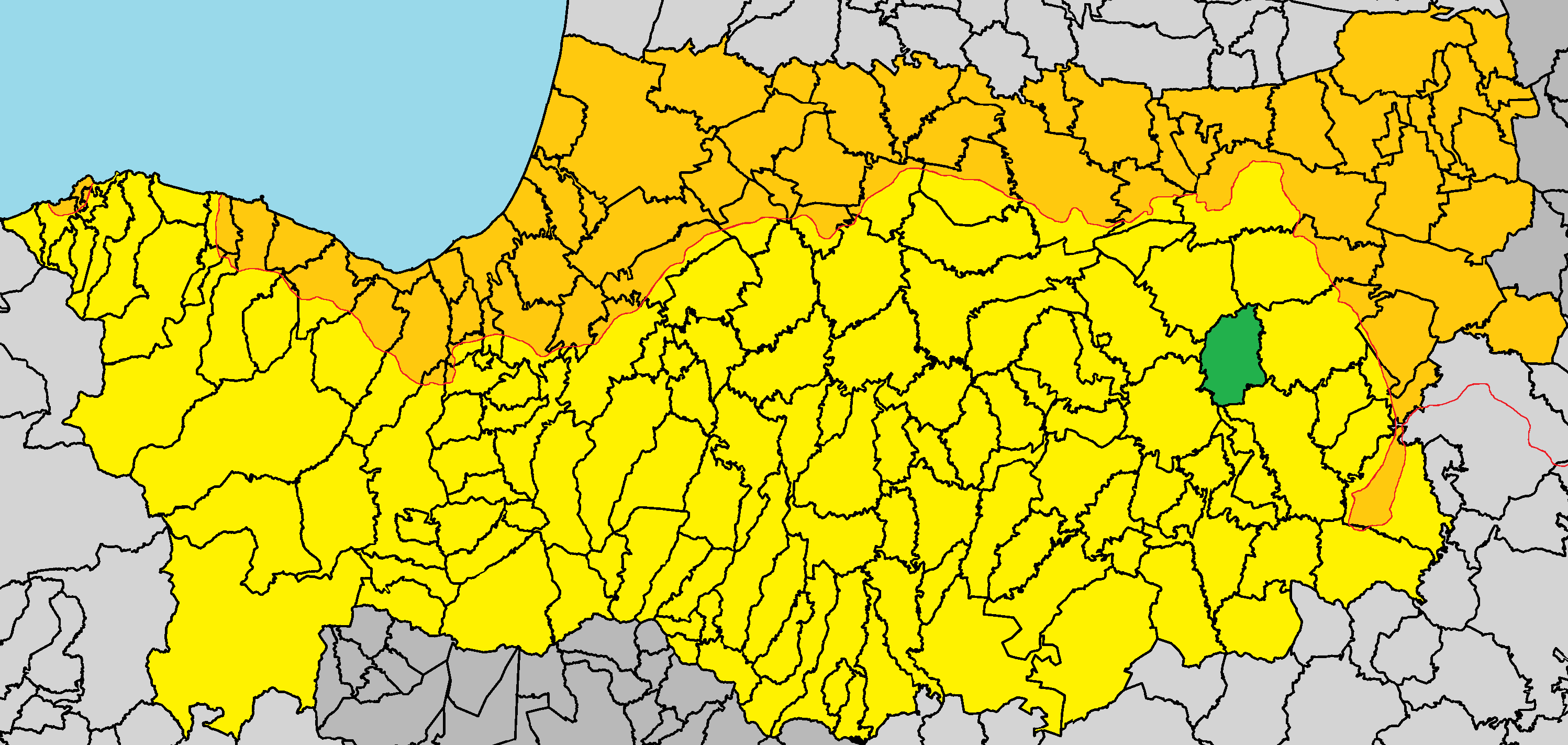
Lage im Bezirk Nikosia

Latsia liegt im Bezirk Nikosia auf Zypern, sieben Kilometer südlich von der Hauptstadt Nikosia entfernt auf einer Fläche von etwa 16,28 Quadratkilometern und einer Höhe von etwa 190 Metern. Durch die Stadt fließen der Drakontias, der Kalogeros und zwei Nebenflüsse des Vati Flusses. Nördlich von Latsia liegt der Athalassa National Forest Park mit dem Athalassa-See.

### Stadtgliederung
Die Gemeinde wird in die drei verschiedenen Bereiche Agios Eleftherios, Agios Georgios und Archangelos Michail eingeteilt.

### Nachbargemeinden
Nördlich befindet sich Strovolos, nordöstlich Aglandzia, östlich Geri, südöstlich Dali, südlich Nisou, südwestlich Tseri und nordwestlich Lakatamia.

## Geschichte
Kleine Bauwerke erwecken den Anschein, dass bereits in der hellenistischen Zeit um 325–50 v. Chr. eine Zivilisation auf dem Gebiet von Latsia bestand, wofür allerdings keine anderen Beweise vorhanden sind.
Im Jahr 1571, zurzeit der Besetzung Zyperns von den Osmanen, war es ein größeres Anwesen, das einem Türken mit dem Namen „Aga“ gehörte. Danach wurde Latsia mehrfach vergeben und verkauft, bis in der Mitte des 19. Jahrhunderts einige Besitzer sich dort niederließen. 1930 wurde zum ersten Mal eine Grundschule eingerichtet, zuvor mussten die Kinder sich in der Umgebung eine Schule suchen.
In der heutigen Altstadt von Latsia sind noch ein paar Häuser zu finden, die aus den späten 19. bis frühen 20. Jahrhundert stammen. Am Ende des Zweiten Weltkriegs wuchs die Bevölkerung immer weiter. Nach der Türkischen Invasion auf Zypern stieg die Bevölkerungszahl noch schneller an, durch drei Flüchtlingslager, die im Auftrag der Regierung gebaut wurden.
Am 23. Februar 1986 wurde Latsia durch ein Referendum zur Gemeinde erklärt.

## Bevölkerung
Bei der letzten Bevölkerungszählung im Jahr 2021 wurden 18.587 Einwohner in Latsia gezählt.

## Politik

### Bürgermeister
Die Bürgermeister der Gemeinde Latsia waren:
- Andreas Koukoumas (1986–1991)
- Christakis Christofidis (1992–2001)
- Kostantinos Efstathiou (2002–2006)
- Panagiotis Kyprianou (2007–2016)
- Christos Pittaras (ab 2017)

### Gemeindepartnerschaften
Latsia hat Gemeindepartnerschaften mit:
- Kilkis (Griechenland)
- Pylea-Chortiatis (Griechenland)

## Kultur und Sehenswürdigkeiten
- Der „Luna Park PAPAFiLiPOU“ ist eine Spielhalle und ein Freizeitpark und ein Gedenken an den Soldaten Themis Drakou der bei der Türkischen Invasion Zyperns verschwand.[8] Er liegt im Norden der Gemeinde.
- Das Cyprus Museum of Natural History ist ein naturhistorisches Museum im Carlsberg-Fabrikkomplex in Latsia mit einer Sammlung von etwa 2500 Exponaten. Meist sind des ausgestopfte Tiere sowie Mineralien, Fossilien, und mehr.[9] Es liegt im Süden von Latsia.
- Die Agios-Georgios-Kirche (griechisch Άγιος Γεώργιος) ist eine griechisch-orthodoxe Kirche und befindet sich im Zentrum von Latsia.
- Der Lemon Park ist eine Veranstaltungsstätte für verschiedenste Feiern im Nordwesten von Latsia.[10]